# 34837 Berilsaygin
34837 Berilsaygin este o planetă minoră (asteroid) din centura de asteroizi. A fost descoperită pe 21 septembrie 2001 la Experimental Test Site⁠(d) de Lincoln Near-Earth Asteroid Research. 
Obiectul prezintă o orbită caracterizată de o semiaxă mare de 2,2521576 UAi, o excentricitate de 0,1, o înclinație de 5,51694 ° în raport cu ecliptica.